# スクール五輪の書
『スクール五輪の書』（スクールごりんのしょ）は、NHK教育テレビジョンで1997年4月8日から2000年4月7日まで放送されていた中学校・高等学校向けの教育番組。

## 概要
1996年8月19日から8月23日まではパイロット版『ティーンズ五輪の書』が放送。
1997年4月からレギュラー放送を開始した。

## 番組一覧
| 年度 | 月14:00-14:20 | 火14:00-14:20    | 水14:00-14:20    | 木14:00-14:20        | 金14:00-14:20                      |
| 年度 | 人間の巻      | 社会の巻         | 科学の巻         | 国際の巻             | 生き方の巻                         |
| ---- | ------------- | ---------------- | ---------------- | -------------------- | ---------------------------------- |
| 1997 | 思春期放送局  | 世の中探検隊     | 発想ミュージアム | ワールドドキュメント | 21世紀の君たちへ ※名古屋放送局制作 |
| 1998 | 思春期放送局  | 世の中探検隊     | 発想ミュージアム | ワールドドキュメント | 21世紀の君たちへ ※名古屋放送局制作 |
| 1999 | 思春期放送局  | 現代仕事ファイル | 発想ミュージアム | ワールドドキュメント | 21世紀の君たちへ ※名古屋放送局制作 |

## 出演者
人間の巻 思春期放送局
- 定岡正二[5][6]、村田和美[5][6]

社会の巻 世の中探検隊
- 佐々木雄一郎、スープレックス〈川島省吾【劇団ひとり】、秋永和彦〉

科学の巻 発想ミュージアム
- 久保恵子[7]、IKKAN（発想リポーター）[7]

国際の巻 ワールドドキュメント
- 渡部英美

社会の巻 現代仕事ファイル
- 海砂利水魚
- 有坂来瞳
- 桐畑亨
- 野島裕史（ナレーション）